# Sukokidul
Sukokidul is een bestuurslaag in het regentschap Trenggalek van de provincie Oost-Java, Indonesië. Sukokidul telt 2887 inwoners (volkstelling 2010).